# محطة أمندسن سكوت

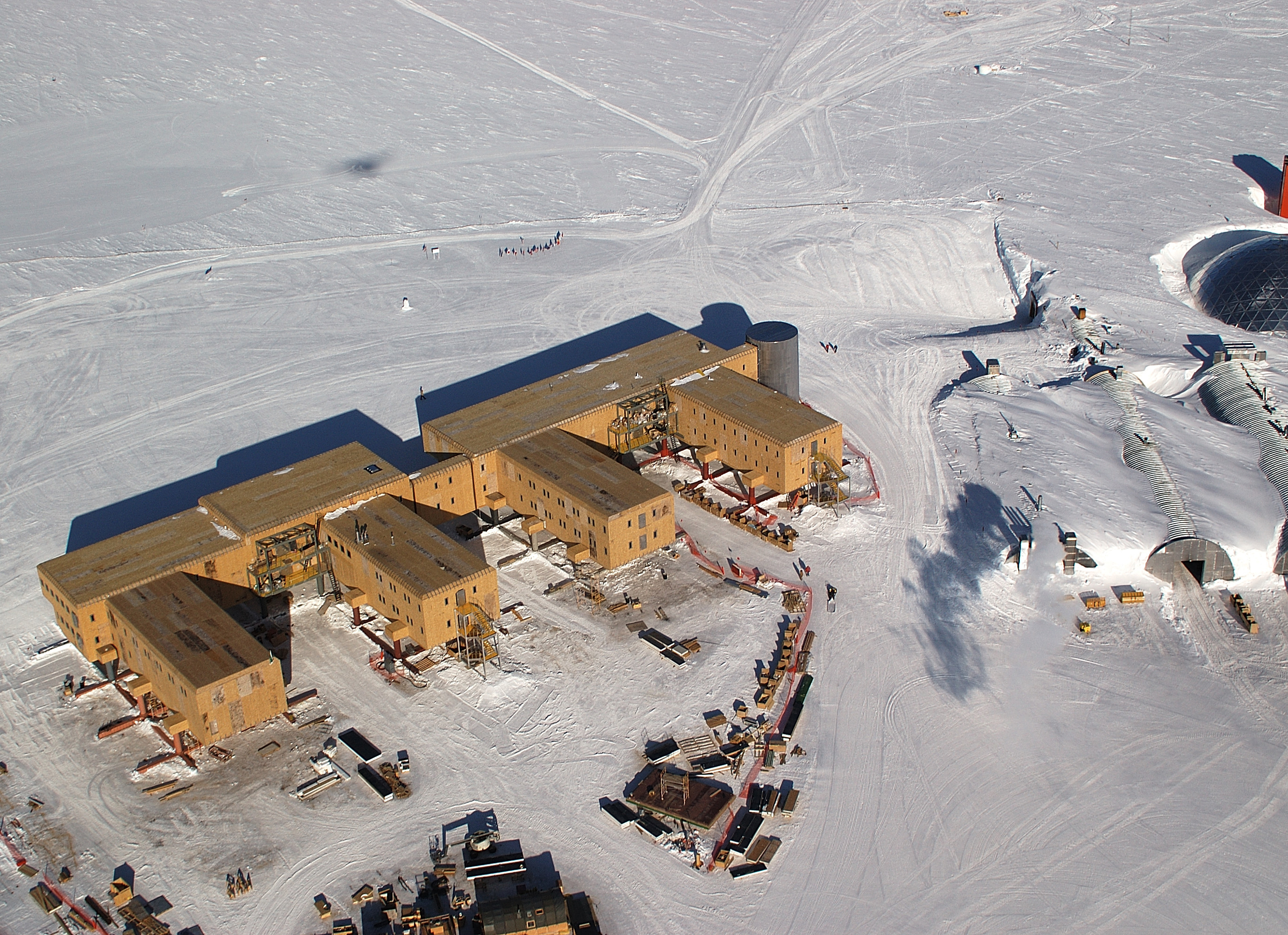
صورة جوية للمحطة، 2005

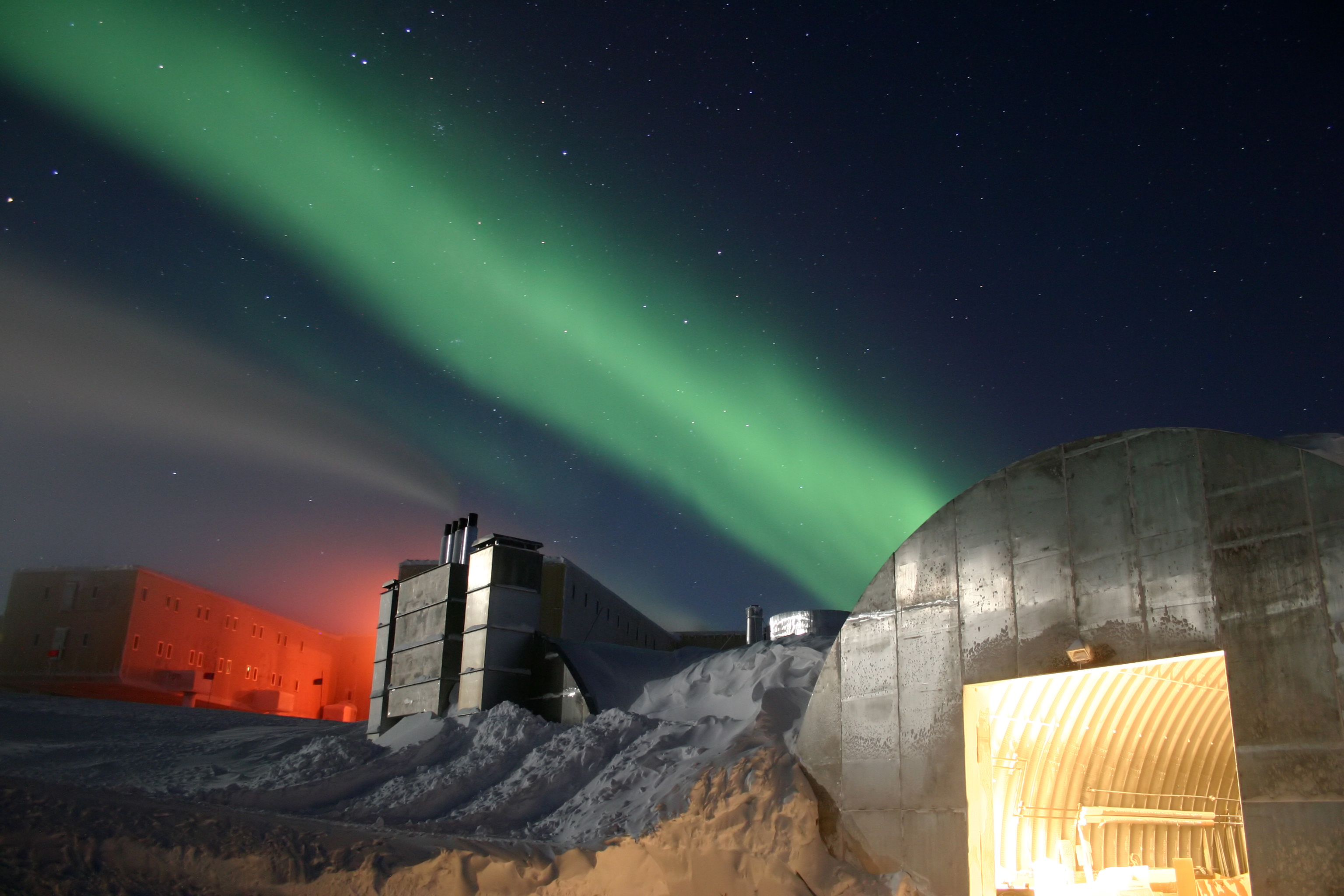
محطة أمندسن سكوت في القطب الجنوبي ، ويرى شفق قطبي (جنوبي).

محطة أمندسن سكوت (بالإنجليزية: Amundsen-Scott South Pole Station) محطة ومركز للبحوث العلمية تابعة للولايات المتحدة تقع في القطب الجنوبي، في قارة أنتارتيكا.

## تاريخها
أول معسكرا بنته الولايات المتحدة في أنتاركتكا كان أمونسن بولهايم. وبُنيت المحطة الأولى بعدها بـ 45 عاما حيث بدأ التشييد في عام 1957 وانتهي في عام 1975 («القطب القديم»). وشيّد المبنى الرئيسي في عام 1975 تحت قبة يبلغ قطرها 50 مترا وارتفاعها 16 متر.
في الصيف في الجنوب 2006/2005 - بعد 15 عاما من التخطيط - بدأ البناء الذي تكلف 150 مليون دولار أمريكي وانتهى بناؤه في عام 2006. حددت الظروف المناخية القاسية في أنتاركتكا شروط البناء الجديد، من درجة حرارة منخفضة جدا، وهبوب عواصف جليدية، وشدة الجفاف. وبعد الانتهاء من بناء المحطة أزيلت القبة خلال الصيف الجنوبي 2010/2009.
وحددت منطقة حول المحطة تبلغ مساحتها 26.000 كيلومتر مربع بأنها «منطقة إدارة خاصة في أنتاركتكا رقم 5»، وهي مسجلة طبقا «لمعاهدة البيئة الدولية الخاصة بالقارة القطبية الجنوبية». وكان من مهام الإدارة هو تنظيم جميع الأعمال بحيث تحافظ على القيم العلمية والمناخية والتاريخية لأنتاركتكا بصفة مستدامة.

## الأهداف العلمية

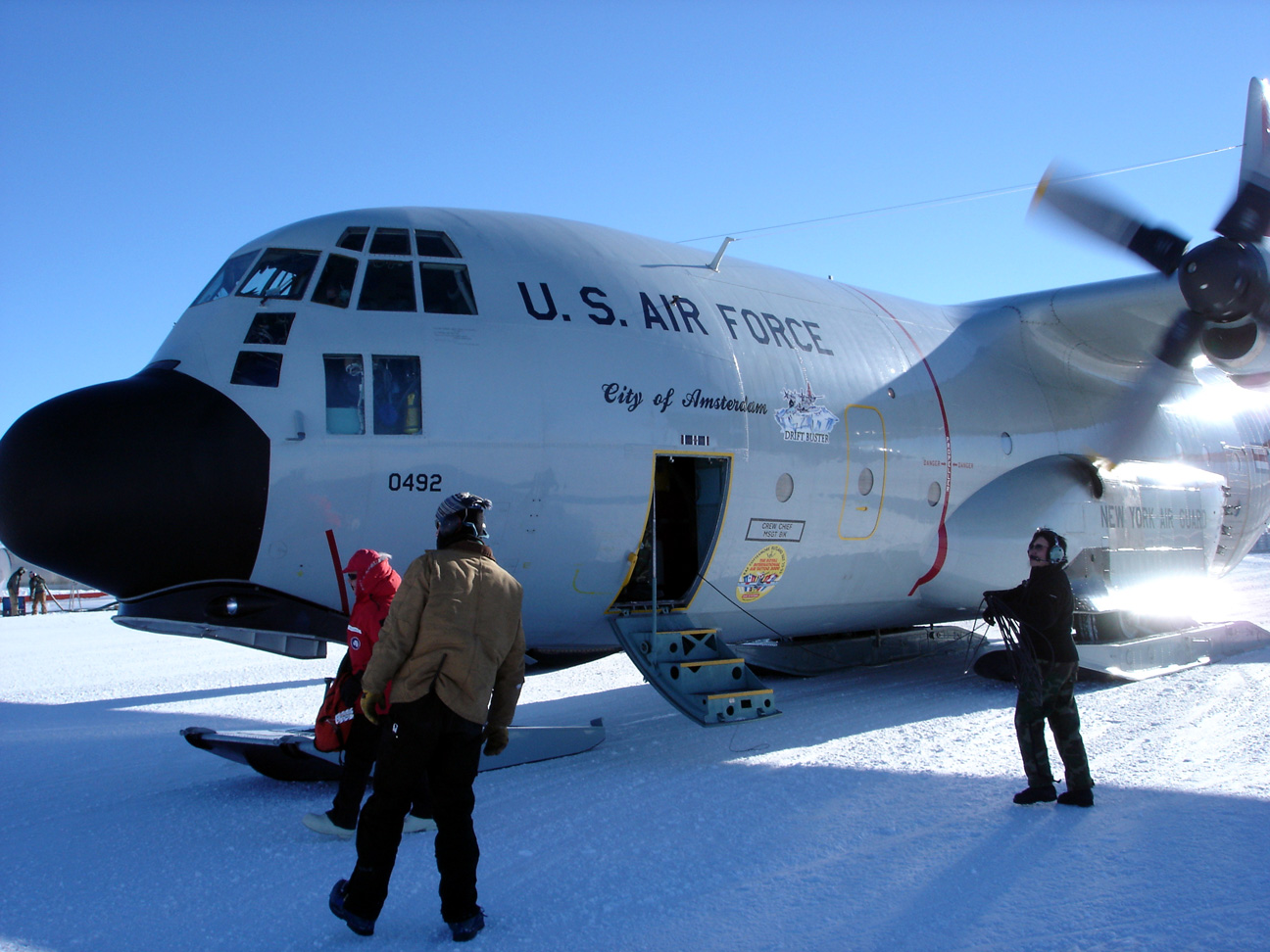
طائرة نقل ،نوع Lockheed C-130 ، للولايات المتحدة في القطب الجنوبي.

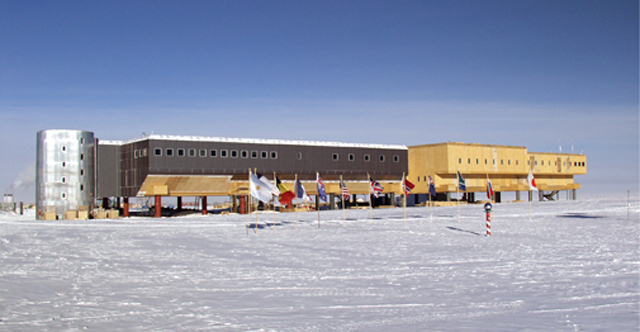
المحطة الجديدةأموندسن - سكوت في أنتاركتكا (2006)

أجريت في المحطة بحوثا في علم الجليد، والجيولوجيا الفيزيائية، والأرصاد الجوية، وعلم الفلك، والفيزياء الكونية. ومن ضمن الأجهزة العلمية الموجودة هناك مرصد النيوترينو IceCube الذي أنشيء بعد تجربة مصفوف عدادات الميون والنيوترينو بالقطب الجنوبي. اشتركت جامعات ألمانية في تلك التجربتين. كما أنشئت تجربة " تصوير خلفية الإشعاع المستقطب للمجرة" BICEP ، وكذلك " مصفوف كيك لرصد إشعاع الخلفية الكونية الميكروي.

## المعيشة في المحطة
تبلغ متوسط درجة الحرارة هناك -49 درجة مئوية، وتتغير بين -13 إلى -82 مئوية. ويعمل هناك نحو 130 من الباحثين خلال الصيف الجنوبي بينما كان يعمل مؤخرا نحو 50 باحثا عبر الشتاء. هذا المعدل يجعل من تلك المحطة المحطة الثانية في الترتيب من وجهة الكبر بعد محطة ماك موردو. تقوم طائرة لوكهيد سي-130 بتموين المحطة، وهي تقوم بهذا فقط بين شهري أكتوبر إلى فبراير حتى تستطيع الهبوط والإقلاع؛ علاوة على ذلك تتم عمليات نقل بواسطة مركبات تشبه مركبات الحقول.
اشترك باحثان ألمانيان في بحوث أنتاركتكا، عمل كل منهما عبر 6 أشهر شتوية، وهما يحملان الرقم القياسي للبحث العلمي هناك عبر فصول الشتاء. كما يوجد في المحطة بيت زجاجي للزراعة، ويزرع فيه الباحثون نحو 27 كيلوغرام كل أسبوع من المواد الغذائية. 

## صــــور

### المحطة الجديدة عند القطب الجغرافي الجنوبي

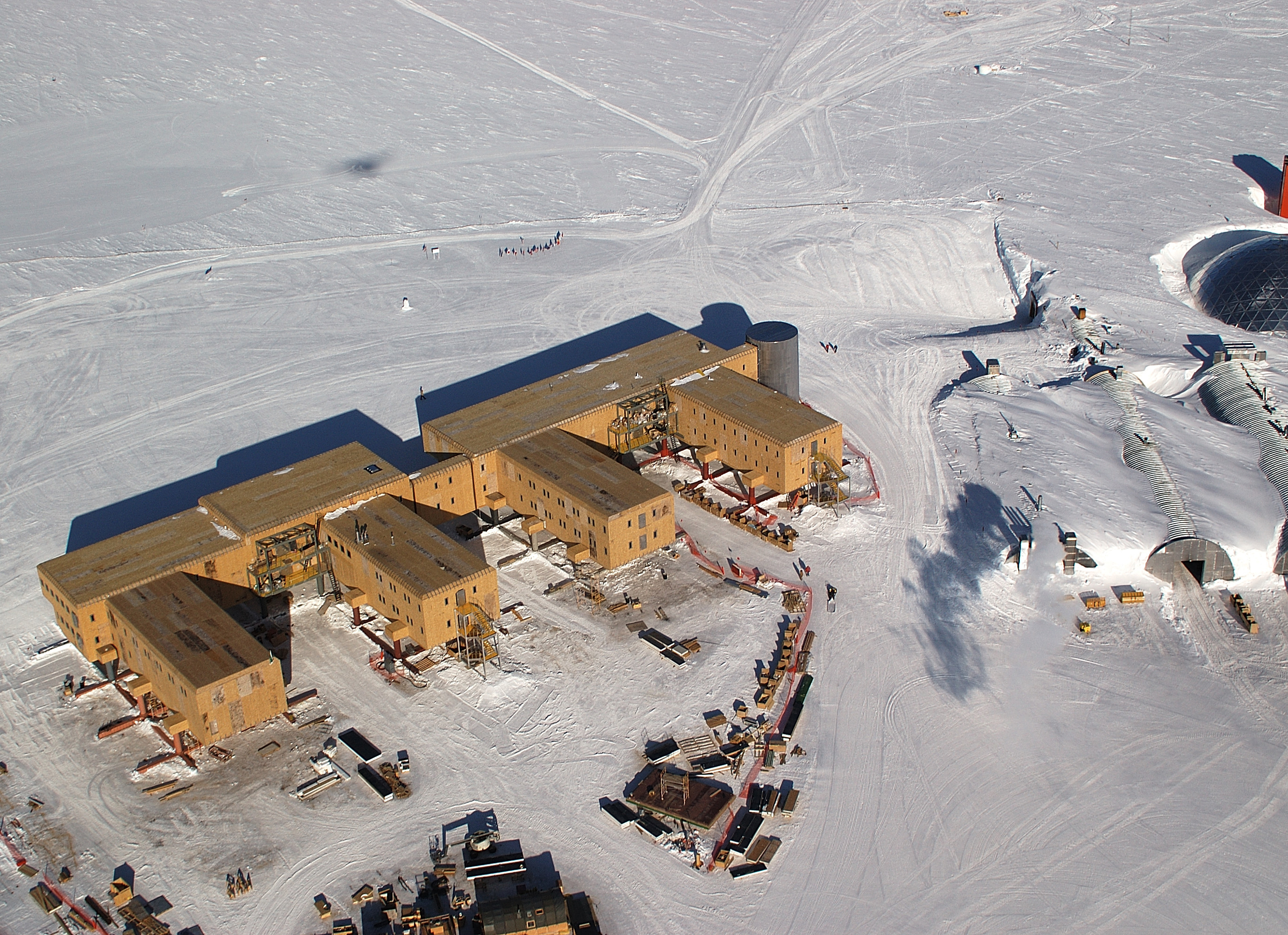
المحطة : صورة من الجو في يناير 2005
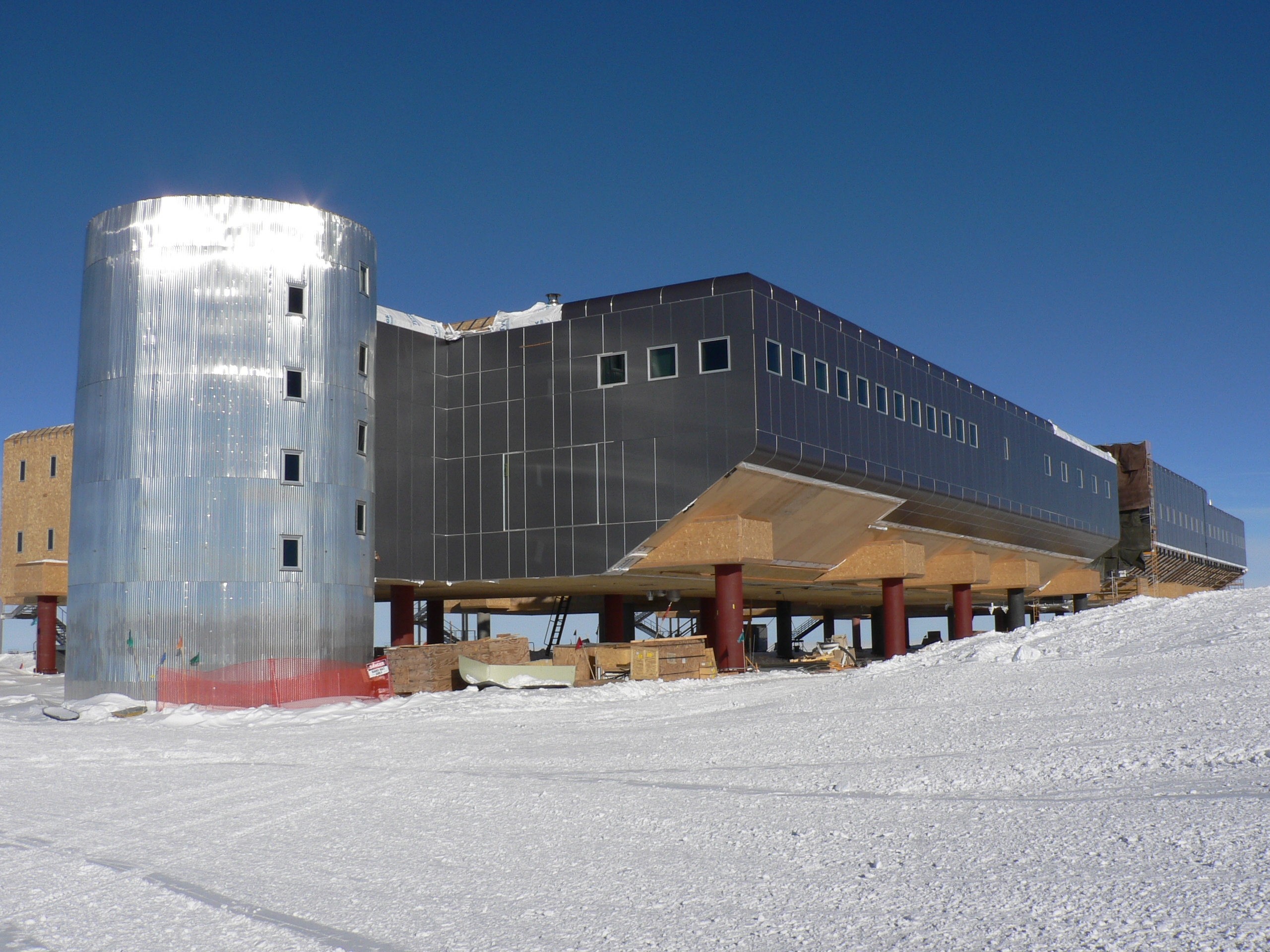
تفاصيل المحطة الجديدة في 2007
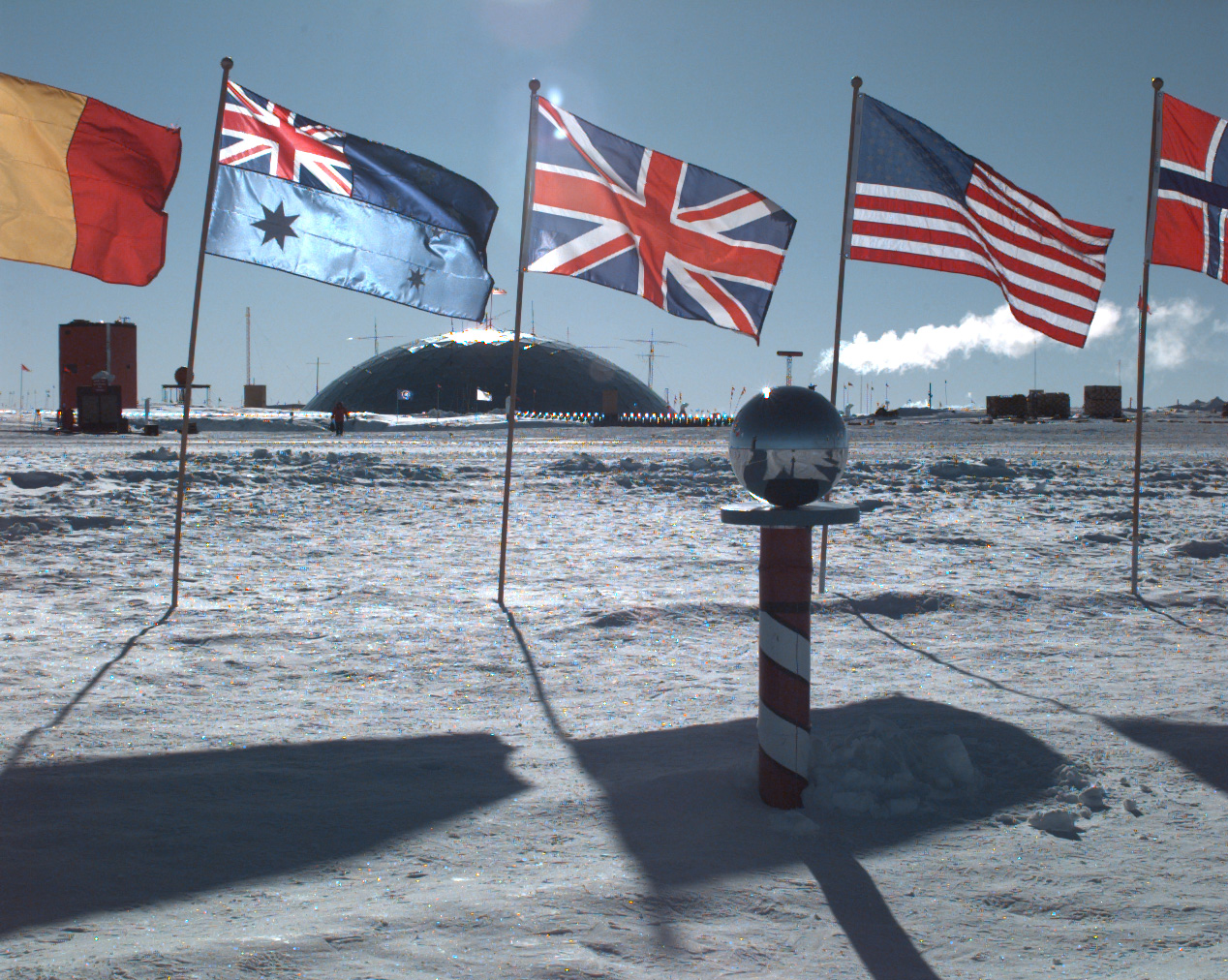
احتفال القطب الجنوبي, وتوجد في الخلفية المحطة القديمة من عام 1999
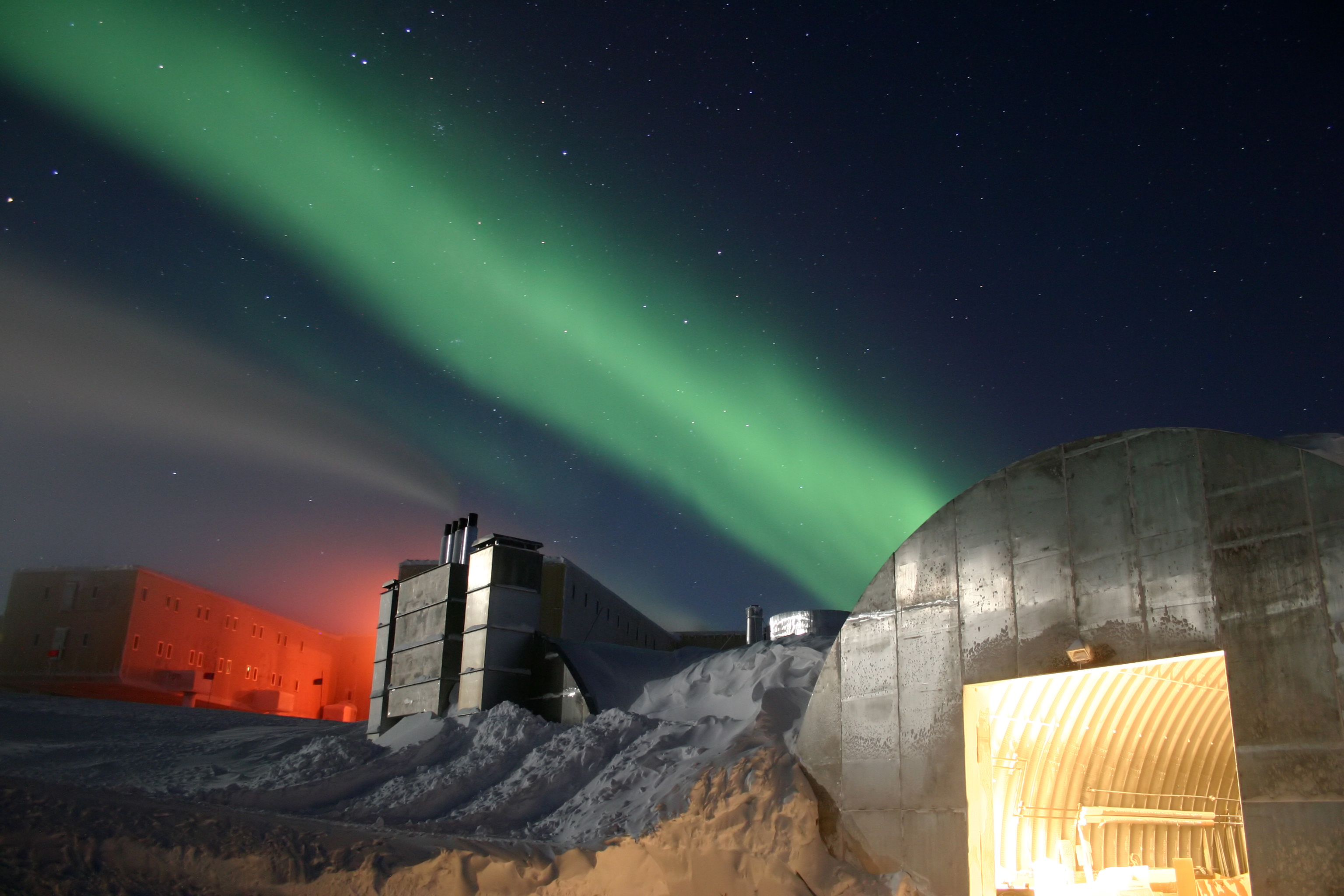
المحطة ويشع فوقها  شفق قطبي جنوبي

### المحطة القديمة

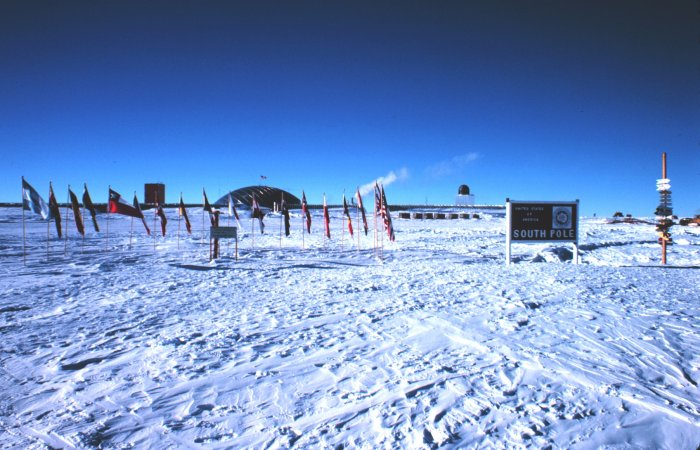
القطب الجنوبي والمحطة القديمة في ديسمبر  1978
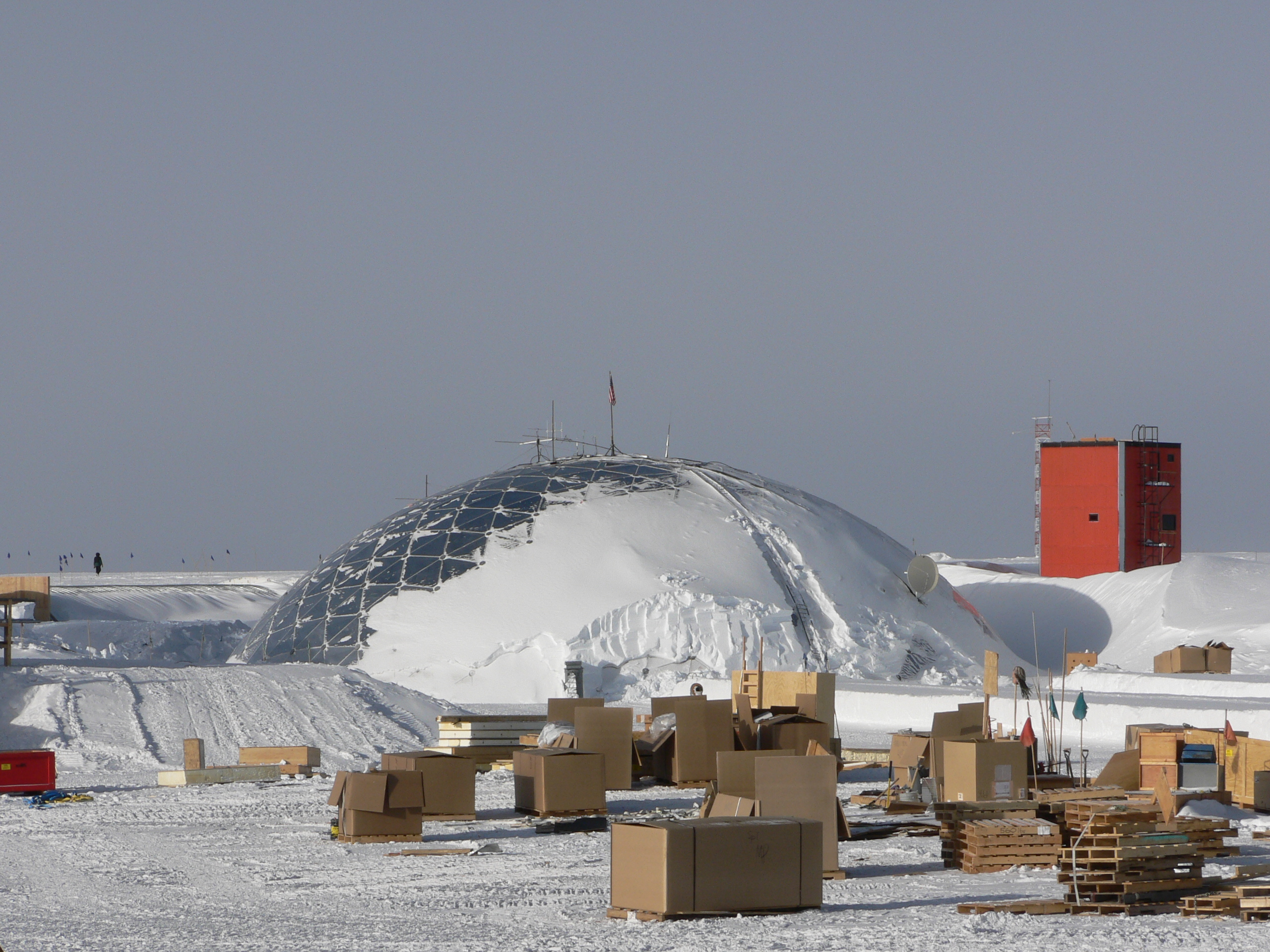
المحطة القديمة في فبراير  2007
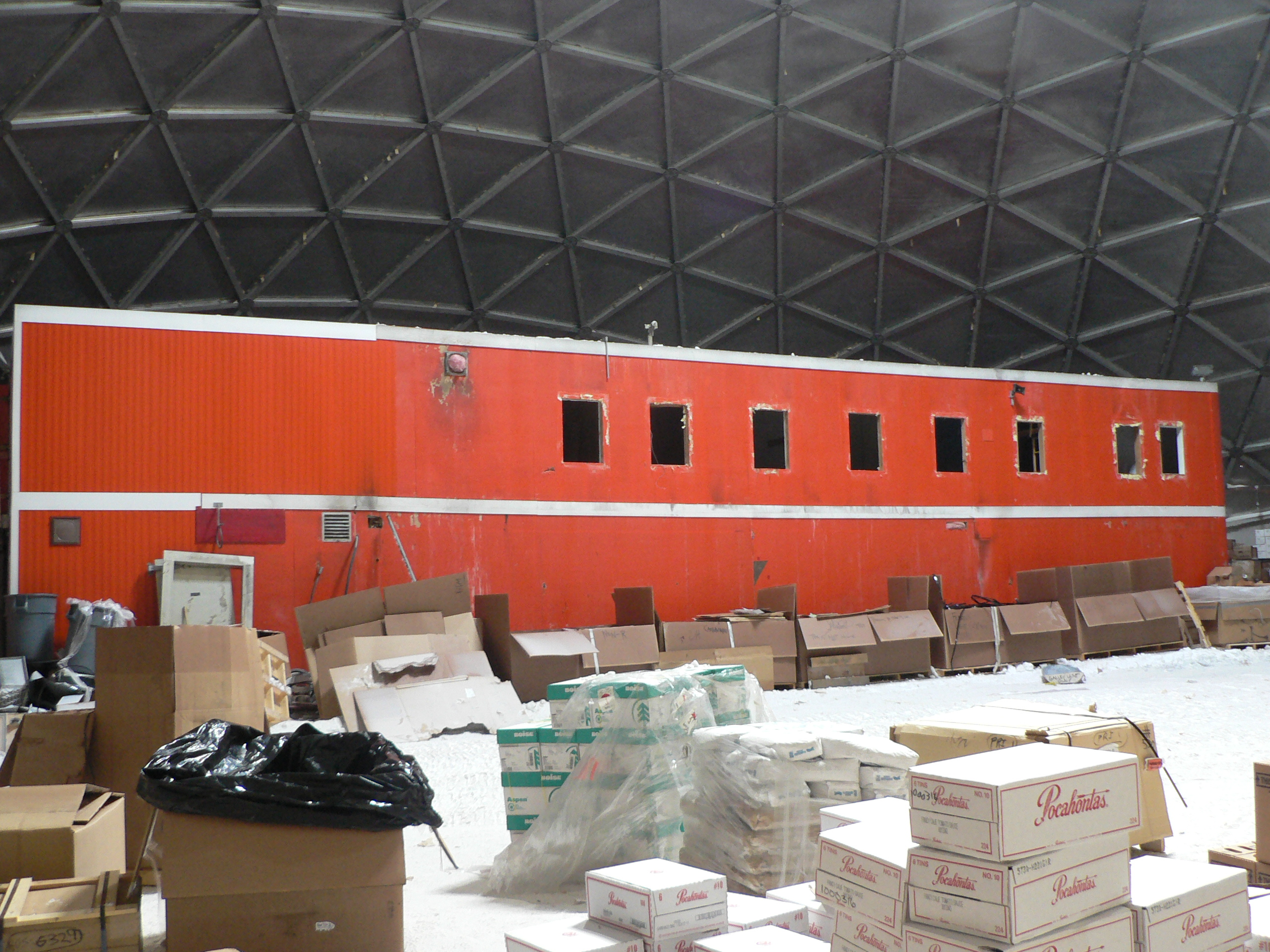
بقايا المبنى القديم تحت القبة في يناير  2007
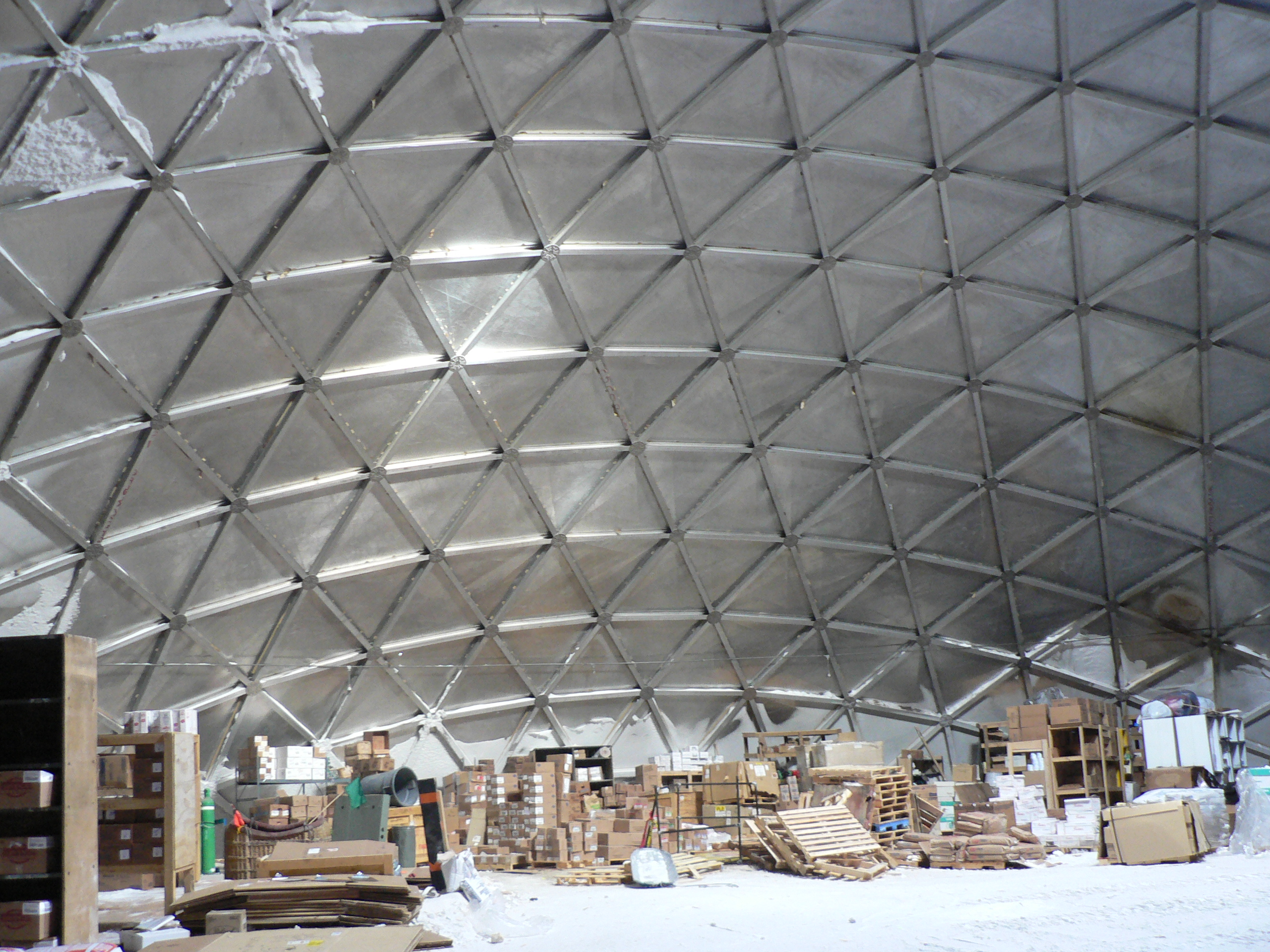
مخزن تحت القبة في يناير  2007

## وصلات خارجية
- مشروع القانون قال سبيندلر أنتاركتيكا
- 360 ° الاستعراضات من القطب الجنوبي  نسخة محفوظة 1 يونيو 2009 على موقع واي باك مشين.